# نقطه‌چین
نقطه‌چین یک مجموعه تلویزیونی کمدی به کارگردانی مهران مدیری است. پخش این سریال در (۵ دی ۱۳۸۲) آغاز شد و در (۱۲ مرداد ماه ۱۳۸۳) به پایان رسید. این سریال هر شب ساعت ۲۲:۲۰ دقیقه شب از شبکه سه پخش می‌شد و تکرار آن هم ساعت ۱۵ بعد از ظهر روی آنتن می‌رفت.

## خلاصه داستان
داستان دربارهٔ یک آپارتمان سه واحدی و ساکنان آن است. ساکن یکی از خانه‌ها صاحب‌خانه آپارتمان اصغر پیردوست (سعید پیردوست) و پسرش کوروش (سیامک انصاری) است که فروشگاه لوازم خانگی نیز در نزدیکی آن دارند. مستأجر خانه دوم، منزل یک کاراگاه به نام اردلان پشندی (مهران مدیری) است که پس از چند قسمت بازنشسته می‌شود و کارمند شرکت خصوصی می‌شود؛ همسر او منیژه جابری (سحر جعفری جوزانی) است. مستأجر خانه سوم منزل باجناق اردل، بامشاد پهن‌فر (رضا شفیعی‌جم) و همسرش مژده جابری (سحر ولدبیگی) است. اردل و بامشاد در شرکت منچولباف (مرکز نهادینه‌سازی چالش‌ها و لوازم بهینه‌سازی امور فرهنگی) که متعلق به پدر زن آن‌ها رستم جابری (محمدرضا هدایتی) است با یکدیگر همکار هستند. مژده و منیژه نیز با یکدیگر خواهر هستند که پدر آن‌ها رستم جابری (دَدی) است. همچنین کوروش در قسمت‌های بعد با بهنوش (ساناز سماواتی) خواهر بامشاد ازدواج می‌کند.

## بازیگران  و شخصیت‌ها

### شخصیت‌های اصلی
| نام بازیگر       | نقش              | توضیح                                                                               |
| ---------------- | ---------------- | ----------------------------------------------------------------------------------- |
| مهران مدیری      | اردلان پشندی     | کاراگاه (سابق) دایره جنایی و مسئول نهادینه سازی چالش‌ها در شرکت منچولباف، همسر منیژه |
| رضا شفیعی‌جم      | بامشاد پهن‌فر     | همسر مژده و باجناق اردلان پشندی کارمند اداره منچولباف                               |
| محمدرضا هدایتی   | رستم جابری (دَدی) | پدر مژده و منیژه، مدیرعامل شرکت منچولباف                                            |
| سعید پیردوست     | اصغر پیردوست     | پدر کوروش، صاحب‌خانه اردلان و بامشاد و فروشنده لوازم صوتی و تصویری سامسونگ           |
| سیامک انصاری     | کوروش پیردوست    | پسر آقای پیردوست، دوست صمیمی اردلان و بامشاد، راننده رالی همسر بهنوش پهن‌فر          |
| ساعد هدایتی      | ساعد هدایتی      | دستیار (سابق) کاراگاه پشندی و منشی شرکت منچولباف                                    |
| یوسف پشندی       | یوسف پشندی       | پدر کاراگاه اردلان پشندی، شوهر خاله ساعد                                            |
| سحر ولدبیگی      | مژده جابری       | دختر بزرگ رستم جابری و خواهر منیژه، همسر بامشاد                                     |
| سحر جعفری جوزانی | منیژه جابری      | دختر کوچک رستم جابری و خواهر مژده، همسر اردلان                                      |
| ساناز سماواتی    | بهنوش پهن‌فر      | خواهر بامشاد و همسر کوروش                                                           |

### بازیگران مهمان
- شادی احدی‌ فر در نقش خواهر ابی و اسی
- شقایق جودت در نقش شقایق خانم، دوست شیوا، مستأجر (سابق) آقای پیردوست و معشوقه اول کاراگاه پشندی
- شیوا بلوریان در نقش شیوا خانم، دوست شقایق، مستأجر (سابق) آقای پیردوست و معشوقه اول کوروش
- اصغر حیدری در نقش ابی، راننده تاکسی و آبدارچی شرکت منچولباف
- علی کاظمی در نقش اسی، دوست کوروش و برادر ابی
- شایان احدی‌فر در نقش مشاور شرکت منچولباف و پسردایی ابی و اسی
- وحید مهین‌دوست‏ در نقش پنجشنبه، آبدارچی سابق منچولباف و در چند قسمت اول نقش یک کاراگاه را برعهده داشت
- شقایق احمدی در نقش آتوسا، دوست مژده
- سحر درویش‌زاده در نقش سپیده، دوست بهنوش دخترخاله ساعد
- شقایق دهقان در نقش یاسمن
- گیتی معینی در نقش خاله ساعد و همسر یوسف پشندی
- مختار سائقی در نقش جعفر آپاراتی دوست آقای پیردوست و در نقش پزشک
- مریم امیرجلالی در نقش مهتاب، همسر سابق آقای پیردوست و مادر کوروش
- نادیا دلدار گلچین در نقش خواهر رستم جابری و عمه مژده و منیژه
- علی لک‌پوریان در نقش همسر یکی از آشنایان مژده و منیژه
- هامون هدایتی در نقش پسر بیژن جابری و نوه رستم جابری
- سیدجواد رضویان در نقش داوود برره
- علی انصاریان در نقش خودش

## جوایز و نامزدها
| سال  | جایزه                | رده                          | دریافت‌کننده                   | نتیجه    |
| ---- | -------------------- | ---------------------------- | ----------------------------- | -------- |
| ۱۳۸۴ | هشتمین دوره جشن حافظ | بهترین مجموعه تلویزیونی      | حمید آقاگلیان و مجید آقاگلیان | نامزدشده |
| ۱۳۸۴ | هشتمین دوره جشن حافظ | بهترین فیلمنامه تلویزیونی    | سروش صحت                      | نامزدشده |
| ۱۳۸۴ | هشتمین دوره جشن حافظ | بهترین بازیگر کمدی تلویزیونی | مهران مدیری                   | نامزدشده |
| ۱۳۸۴ | هشتمین دوره جشن حافظ | بهترین بازیگر کمدی تلویزیونی | رضا شفیعی‌جم                   | نامزدشده |
| ۱۳۸۴ | هشتمین دوره جشن حافظ | بهترین بازیگر کمدی تلویزیونی | سحر جعفری جوزانی              | نامزدشده |